# Stadthalle Görlitz
Die Stadthalle ist eine Konzerthalle in Görlitz. Das Bauwerk diente seit der Eröffnung 1910 bis zur Schließung 2005 zahlreichen unterschiedlichen kulturellen Veranstaltungen, darunter Konzerten, Kunstausstellungen, Sportereignissen und Messen. Eine geplante Sanierung wurde 2012 abgebrochen. Der Förderverein Stadthalle Görlitz e. V. setzt sich für den Erhalt des Kulturdenkmals ein.

## Lage
Die Stadthalle befindet sich an der Straße Am Stadtpark in der Görlitzer Innenstadt direkt an der Stadtbrücke, die Grenzübergang in die polnische Schwesterstadt Zgorzelec ist. Östlich der Stadthalle befindet sich ein großer Parkplatz am Ende der Uferstraße direkt an der Lausitzer Neiße. Auf der Süd- und Westseite der Stadthalle schließt sich der Stadtpark an. Am Rande des Parks inmitten der Wendeschleife vor der Konzerthalle befindet sich der Meridianstein, der an die Lage der Stadt auf dem 15. Meridian erinnert. Der 15. Meridian verläuft jedoch nach heutigen Messverfahren auf den Neißewiesen östlich des Bauwerks.

## Geschichte

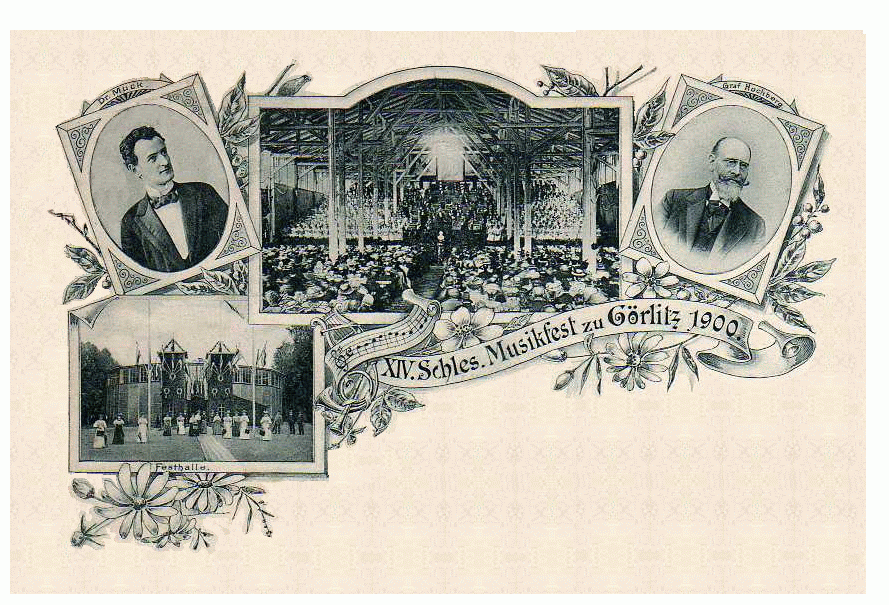
Ansichtskarte des 14. Schlesischen Musikfestes 1900 in der alten Festhalle

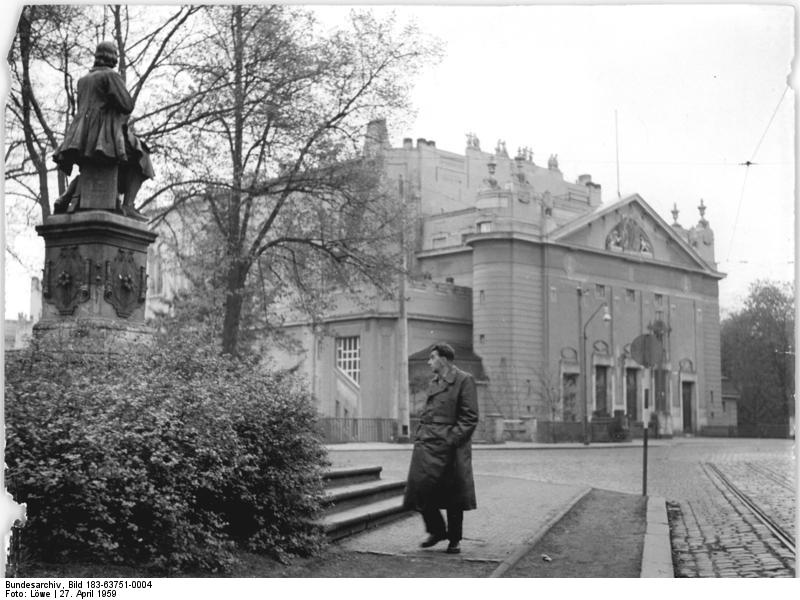
Die Stadthalle noch mit Straßenbahnanbindung und Jakob-Böhme-Denkmal vor ihren Toren, 1959

Im Juli 1876 nahmen am 1. Schlesischen Musikfest in Hirschberg im Riesengebirge zehn schlesische Städte mit zwölf Vereinen, 481 Sängern und 106 Musikern teil. Gegründet und finanziert wurde das Fest von Bolko von Hochberg einem schlesischen Grafen aus dem Haus Fürstenstein und Pleß. Er schrieb Singspiele, eine Oper, widmete sich aber auch Lied- und Chorkompositionen. Das 3. Schlesische Musikfest fand 1878 erstmals in Görlitz statt. Es folgten das vierte (1880), sechste (1883) und achte (1886) in der Neißestadt. Ab dem 10. Musikfest 1889 fanden alle Feste zuerst im Zweijahres-, später im Dreijahresabstand in Görlitz statt.
Anfangs wurden die Feste wie zahlreiche weitere öffentliche Veranstaltungen in einer ehemaligen Ausstellungshalle des Gartenbauvereins aus dem Jahr 1863 begangen. Der provisorische Holzbau wurde 1872 vom Wilhelmsplatz an das Neißeufer nahe dem Exerzierplatz in etwa dem heutigen Standort der Stadthalle umgesetzt und im Jahr 1878 für bis zu 2000 Gäste und Künstler ausgebaut.
Dieses Bauwerk schien jedoch dem Schlesischen Musikfest nicht angemessen zu sein, sodass um 1900 ein repräsentativer Neubau geplant wurde, der auch der steigenden Geltung der Stadt gerecht wurde. Eine frühere Realisierung einer Konzerthalle in der Stadt war auf Grund der fehlenden finanziellen Mittel nicht möglich. Der städtische Haushalt und der des zusammengeschlossenen Komitees für Musik- und Ruhmeshalle war um die Jahrhundertwende bereits schwer durch den Bau der Oberlausitzer Ruhmeshalle belastet. Im Jahr 1900 berief die Stadtverordnetenversammlung eine Kommission mit Mitgliedern aus Magistrat, Stadtverordnetenversammlung und Bürgerschaft, die das Projekt Konzerthalle begleiten sollten. Im Januar des Folgejahres bestimmte die Kommission den Bauplatz in der Nähe der alten Festhalle und legte fest, dass der Haupteingang sich auf Südseite an der Reichenberger Brücke (heute: Stadtbrücke) auf Straßenniveau befinden solle.
Über eine Lotterie konnten 300.000 Mark der veranschlagten 810.000 Mark eingenommen werden. Einen sehr großen Anteil an den Spenden hatte der Initiator der Festspiele, Graf Bolko von Hochberg. Schließlich votierte auch die Stadtverordnetenversammlung für den Neubau einer Konzerthalle. Für den Bau konnte der renommierte Theaterarchitekt Bernhard Sehring gewonnen werden.
Nach den 16. Musikfestspielen fand am 20. Juni 1906 die Grundsteinlegung für die Stadthalle statt. Der Neubau entstand in einem zur damaligen Zeit prosperierenden Stadtviertel. Mit direkten Blickkontakt entstanden in der Umgebung 1894 die Reichenberger Schule, 1898 die Baugewerk- und Maschinenbauschule und 1902 die Ruhmeshalle. Wenig später folgten 1913/1914 die Gebäude der Rothenburger Versicherung und 1926 das Elektrizitätswerk.

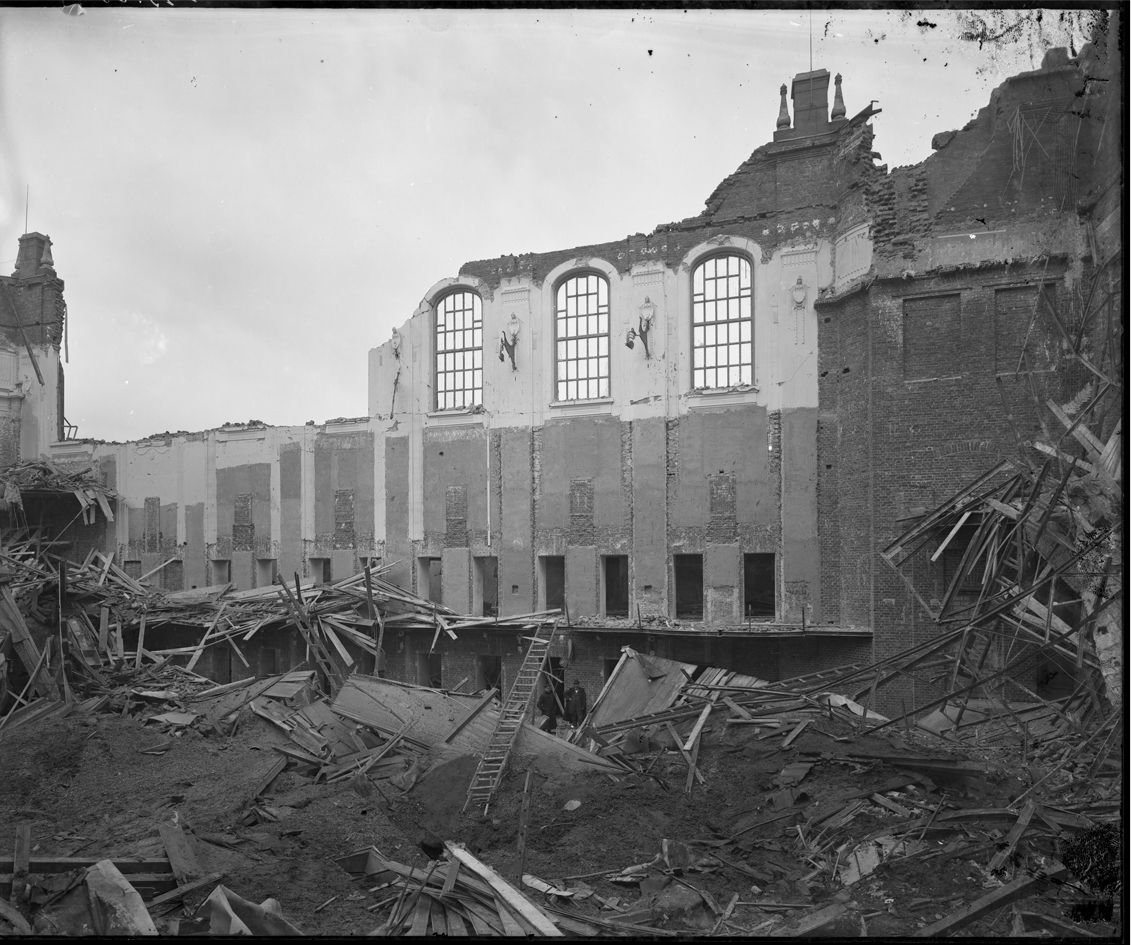
Stadthalleneinsturz, 1908

Die Arbeiten am Rohbau waren zu Beginn des Jahres 1908 bereits weitgehend abgeschlossen, sodass bereits mit den Innenausbau begonnen wurde um den geplanten Eröffnungstermin einzuhalten – der jedoch mit dem Einsturz der Hallendecke am 9. Mai 1908, wahrscheinlich infolge fehlerhafter statischer Berechnungen der Stahldeckenkonstruktion, in weite Ferne rückte. Die einstürzende Dachkonstruktion riss große Teile der Hallenwände mit. Das Unglück kostete fünf Menschen das Leben, elf wurden verletzt. Einige Zeit nach dem Unglück sprengten Soldaten des Glogauer Pionierbataillons die störenden Reste am Bauwerk. Durch die Druckwelle entstanden in den nahen Straßenzügen erhebliche Schäden an Fenstern und teilweise auch an der Inneneinrichtung.
Nach dem erfolgreich abgeschlossenen Wiederaufbau konnte das Bauwerk am 27. Oktober 1910 festlich durch das Philharmonische Orchester Berlin unter Leitung von Generalmusikdirektor Karl Muck eingeweiht werden. Die Gesamtkosten für den Bau beliefen sich schließlich auf 1,14 Millionen Mark. Das Haus war für mindestens 2000 Besucher und ein bis zu 1000-köpfiges Ensemble auf der Bühne konzipiert.
In den Jahren 1936 und 1937 fanden umfangreiche Renovierungen im Gebäude statt, dabei wurden auch zahlreiche Schmuckelemente in den Sälen entfernt. Das Ende des Zweiten Weltkriegs erlebte die Stadthalle trotz Sprengung der nahegelegenen Reichenberger Brücke weitgehend unbeschadet. Bereits zwölf Tage nach Kriegsende luden der Oberbürgermeister Alfred Fehler und der sowjetische Stadtkommandant Oberst Pawel Iljitsch Nesterow die Kinder der Stadt zu einem Kinderfest im Stadthallengarten ein. Daran erinnert bis heute eine Gedenktafel. Als Ersatzveranstaltung für das Schlesische Musikfest wurde nach dem Krieg die Görlitzer Musikwoche etabliert. Die Musikwoche wurde jedoch bereits 1957 wieder eingestellt.
Am 31. Dezember 2004 wurde der Betrieb der Stadthalle auf Grund der wirtschaftlichen Situation und bautechnischen Mängeln am Bauwerk eingestellt. Seit 2004 engagiert sich ein Förderverein für eine Sanierung und anschließende Wiedereröffnung der Stadthalle, die auf Grund der schlechten Haushaltslage der Stadt Görlitz in weite Ferne zu rücken drohte. Lange versuchte die Stadt erfolglos einen privaten Investor bzw. Betreiber für das Objekt zu finden. 2012 einigten sich die Stadt und der Freistaat Sachsen über die Finanzierung der Stadthalle, sodass eine Sanierung geplant werden konnte.
Nach dieser Sanierung sollte die Stadthalle neben dem Theater kulturelles Zentrum der Europastadt Görlitz/Zgorzelec bilden. Die Eröffnung war für 2014 vorgesehen. Nach Vorlage der Entwurfsplanung und Prüfung der Fördermittelsituation sah Oberbürgermeister Siegfried Deinege jedoch eine Vielzahl von Risiken, sodass er 2012 dem Stadtrat empfahl, die „Einstellung des Projektes Sanierung Stadthalle“ zu beschließen. Der 2004 gegründete Förderverein Stadthalle Görlitz e. V. kämpft seitdem weiterhin gegen den anhaltenden Verfall der Stadthalle. Anfang 2017 gründeten die kommunale Wohnungsgesellschaft KommWohnen (200.000 €), die Stadtwerke Görlitz AG (50.000 €), die Stadt Görlitz (50.000 €) und der Förderverein Stadthalle Görlitz (5.000 €) die Stadthallenstiftung Görlitz. Die Gründung der Stadthallenstiftung wurde im Jahr 2016 auch aus Mitteln der Altstadtmillion unterstützt.
Am 27. Juni 2018 beschloss der Haushaltsausschuss des Bundestags die Förderung in Höhe von 18 Millionen Euro zur Sanierung des Kulturdenkmals bis 2024. Der Freistaat Sachsen erklärte sich bereit, die gleiche Summe beizusteuern.

## Bauwerk

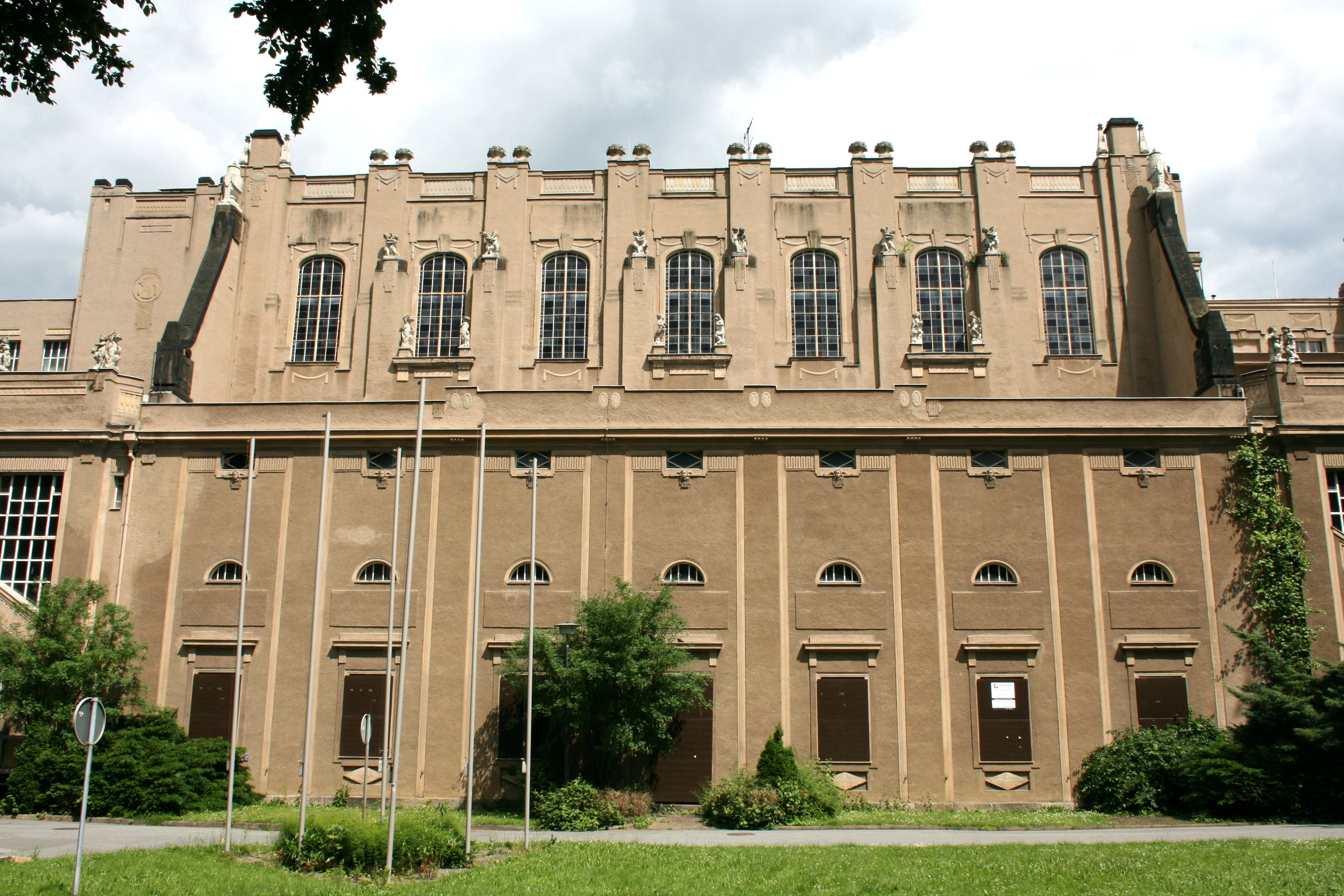
Westansicht, 2010

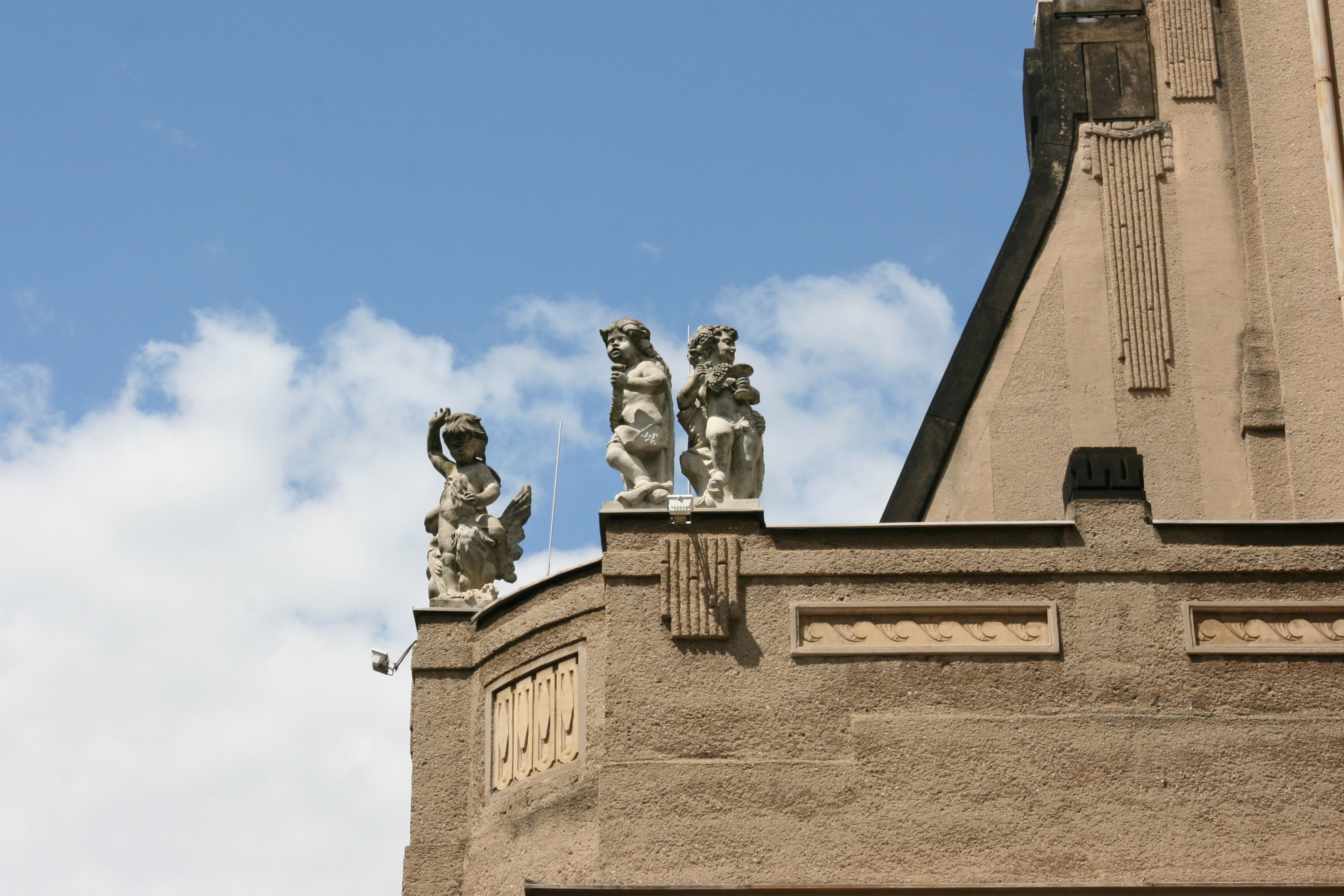
Zierfiguren, 2010

Die Stadthalle hat eine Brutto-Grundfläche von etwa 8.670 m² und einen Brutto-Rauminhalt von etwa 49.460 m³. Zwei Säle bilden die Veranstaltungsräumlichkeiten. Durch eine der fünf Türen des Haupteingangs kommend betritt man die Eingangshalle, über die man wiederum in den Großen Saal gelangt, der sich im Hochparterre befindet und mit einer Fläche von etwa 950 m² etwa 1700 Zuschauern Platz bietet. Er ist damit, wie sein Name bereits vermuten lässt, der größere der beiden Veranstaltungssäle. Er verfügt über eine tiefe Bühne und eine Etage über dem Parkett über eine umlaufende Empore, die auf der Rückseite des Saals den 1. Rang bildet. Ein weiteres Stockwerk oberhalb des 1. Rangs befindet sich der 2. Rang. Er ragt jedoch nicht soweit in den Saal hinein, wie der 1. Rang. Für Tageslicht sorgen 2 × 7 violett und gelb getönte Korbbogen-Fenster, für die Nachtbeleuchtung hängen Laternen zwischen den Fenstern in Höhe des 2. Rangs.
Hinter dem Großen Saal befindet sich der Kleine Saal mit einer Fläche von 245 m². Er bietet etwas mehr als zweihundert Gästen Raum für kleinere Veranstaltungen. Der rechteckige Saal mit einer kleinen Bühne liegt quer zum Großen Saal im Obergeschoss. Unterhalb des Kleinen Saals befinden sich eine Gaststätte sowie das Rundzimmer und das Schlesische Zimmer mit einem Zugang zum Stadthallengarten.
Der äußere Bauschmuck ist typisch für die Zeit des Jugendstils. So schmücken zahlreiche Putten die Simse sowie Obeliske, Vasen und Pokale den Dachbereich. An den Seiteneingängen auf der Ost- und Westseite begrüßen Löwen die Besucher. Den Giebel oberhalb des Haupteingangs zieren zwei geflügelte Löwen, die ein Relief mit drei antik gekleideten Personen flankieren. Der Schmuck ist zumeist aus Kunststein.
Nördlich des Gebäudes schließt sich der Stadthallengarten an. In ihm war eine Brunnenanlage mit der Figur einer liegenden Muse mit Harfe auf einem rechteckigen Sockel aufgestellt. Die Skulptur von dem Bildhauer Richard Engelmann verschwand jedoch nach 1945.

## Veranstaltungen
Die Schlesischen Musikfeste waren bis 1945 und ab 1996 eine feste Größe im Programm der Stadthalle. Jedoch fanden in der Stadthalle noch zahlreiche weitere Veranstaltungen statt. Darunter befanden sich neben den musikalischen Aufführungen auch Sportwettkämpfe, Ausstellungen, Kongresse und politische Vorträge.
So fand beispielsweise im September 1916 in der Stadthalle die Begrüßung der 7.000 griechischen Soldaten und Offiziere durch den Oberbürgermeister Georg Snay statt. Die Soldaten wurden von der mazedonischen Front abgeschoben und in Görlitz interniert. Weiterhin fand vom 18. bis zum 24. September 1921 in der Stadthalle der Parteitag der Sozialdemokratischen Partei Deutschlands (SPD) mit 376 stimmberechtigten Teilnehmern statt. Auf diesem beschloss die Partei das Görlitzer Programm und debattierte über die Auswirkungen des Versailler Friedensvertrags auf die Innen- und Außenpolitik Deutschlands. Während der nationalsozialistischen Herrschaft und des Zweiten Weltkriegs war eine Vielzahl der Veranstaltungen der völkischen Ideologie unterworfen. So appellierte Joseph Goebbels noch am 8. März 1945 in der Stadthalle an den Durchhaltewillen der Soldaten und Bürger gegen die anrückenden sowjetischen Truppen. Nach dem Krieg fand im Großen Saal 1948 der Prozess gegen den letzten NS-Bürgermeister Hans Meinshausen und NSDAP-Kreisleiter Bruno Malitz statt.
Auch die nachfolgende SED-Diktatur nutzte die Stadthalle für ihre Propagandaveranstaltungen. Die wohl letzte Veranstaltung der SED war die Festveranstaltung zum 40. Jahrestag der DDR im Oktober 1989.
Aber auch sportliche Höhepunkte fanden in der Stadthalle statt. So wurden beispielsweise die DDR-Meisterschaften im Boxen live aus der Stadthalle über das DDR-Fernsehen in das gesamte Land übertragen.

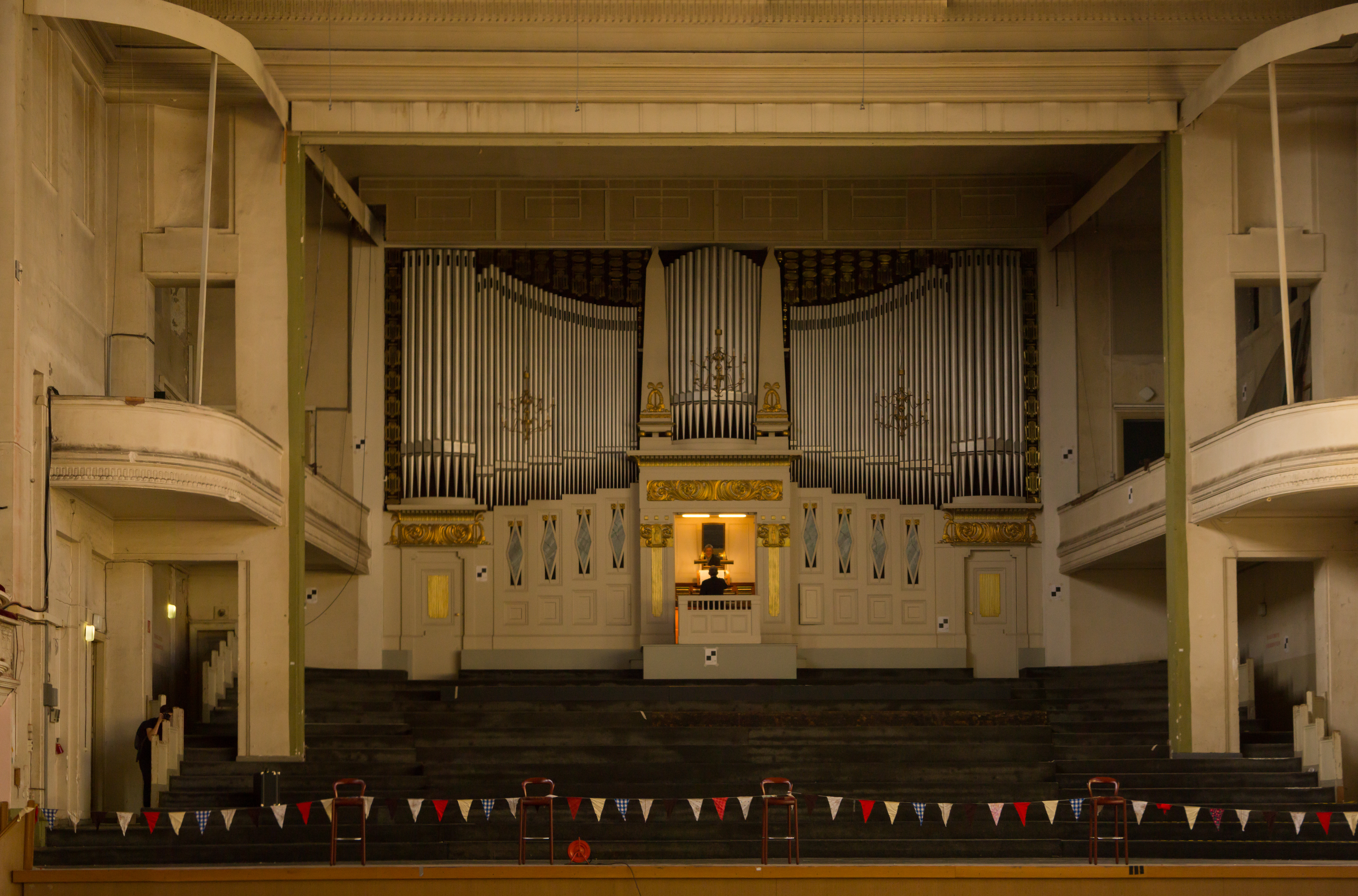
Blick auf die Konzertorgel, 2015

## Konzertorgel
An der Rückwand des Großen Saals oberhalb der Bühnenstufen befindet sich die Konzertorgel, 1910 angefertigt in der Orgelbauwerkstatt W. Sauer Orgelbau Frankfurt (Oder) als letztes Werk des Firmengründers Wilhelm Sauer. Ein wichtiger Förderer war der Görlitzer Unternehmer Otto Müller, der den Bau der Orgel mit 15.000 Mark unterstützte. Die Konzertorgel verfügt über 71 Register (plus eine Transmission) verteilt auf vier Manuale und Pedal. Die Spieltraktur und Registertraktur sind pneumatisch. Das Orgelwerk steht in einem Gesamtschwellkasten, ist somit noch einmal als solches schwellbar. Schwellbar sind auch das Fernwerk und das zweite Manualwerk. Auffällig und aufwändig gestaltet ist der breite Prospekt des Instruments mit vergoldeten Verzierungen. Der Spieltisch ist mittig zu Füßen des Prospekts mit Rücken zum Auditorium aufgestellt.
Die Orgel gilt als die einzige original erhaltene Konzertorgel mit spätromantischer Klangfarbe und eignet sich daher insbesondere für die Darbietung der Orgelliteratur dieser Epoche. Nachdem die Wartung der Orgel in der DDR über längere Zeit vernachlässigt worden war, musste sie 1989/1990 einer aufwändigen, rund eine Million DM teuren Restaurierung unterzogen werden. Ausgeführt durch die Orgelmanufactur Vleugels aus dem baden-württembergischen Hardheim erklang sie danach das erste Mal am 2. Oktober 1991 während eines Festkonzerts.
| I Hauptwerk C–a3 (–a4) |                  |       |
| 01.                    | Principal        | 16′   |
| 02.                    | Bourdon          | 16′   |
| 03.                    | Doppelfloete     | 08′   |
| 04.                    | Principal        | 08′   |
| 05.                    | Gemshorn         | 08′   |
| 06.                    | Gamba            | 08′   |
| 07.                    | Floete harm.     | 08′   |
| 08.                    | Gedackt          | 08′   |
| 09.                    | Octave           | 04′   |
| 10.                    | Gemshorn         | 04′   |
| 11.                    | Rohrfloete       | 04′   |
| 12.                    | Octave           | 02′   |
| 13.                    | Cornett III-IV   | 2 ⁄3′ |
| 14.                    | Rauschquinte II0 | 2 ⁄3′ |
| 15.                    | Mixtur III       | 02′   |
| 16.                    | Trompete         | 16′   |
| 17.                    | Trompete         | 08′   |

| II. Manualwerk C–a3 |                  |       |
| 18.                 | Geigenprincipal0 | 16′   |
| 19.                 | Gedackt          | 16′   |
| 20.                 | Principal        | 08′   |
| 21.                 | Schalmei         | 08′   |
| 22.                 | Salicional       | 08′   |
| 23.                 | Quintatön        | 08′   |
| 24.                 | Konzertfloete    | 08′   |
| 25.                 | Rohrfloete       | 08′   |
| 26.                 | Traversfloete    | 04′   |
| 27.                 | Octave           | 04′   |
| 28.                 | Piccolo          | 02′   |
| 29.                 | Cornett III      | 2 ⁄3′ |
| 30.                 | Mixtur IV        | 2 ⁄3′ |
| 31.                 | Tuba             | 08′   |
| 32.                 | Cor Anglais      | 08′   |

| III Schwellwerk C–a3 |                        |     |
| 33.                  | Liebl. Gedackt         | 16′ |
| 34.                  | Principal              | 08′ |
| 35.                  | Solofloete             | 08′ |
| 36.                  | Violini                | 08′ |
| 37.                  | Voix céléste           | 08′ |
| 38.                  | Aeoline                | 08′ |
| 39.                  | Gedackt                | 08′ |
| 40.                  | Fernfloete             | 04′ |
| 41.                  | Fugara                 | 04′ |
| 42.                  | Flautino               | 02′ |
| 43.                  | Harmonia aetherea III0 | 02′ |
| 44.                  | Oboe                   | 08′ |
| 45.                  | Trompette harm.        | 08′ |

| IV Fernwerk C–a3 |                   |     |
| 46.              | Lieblich Gedackt0 | 16′ |
| 47.              | Principal         | 08′ |
| 48.              | Viola             | 08′ |
| 49.              | Dulciana          | 08′ |
| 50.              | Piffaro           | 08′ |
| 51.              | Floete            | 08′ |
| 52.              | Bourdon           | 08′ |
| 53.              | Violini           | 04′ |
| 54.              | Floete dolce      | 04′ |
| 55.              | Flageolet         | 02′ |
| 56.              | Trompette harm.   | 08′ |
| 57.              | Vox humana        | 08′ |
|                  | Tremolo           |     |

| Pedalwerk C–f1 (–f2) |                            |         |
| 58.                  | Majorbass                  | 32′     |
| 59.                  | Untersatz                  | 32′     |
| 60.                  | Principal                  | 16′     |
| 61.                  | Violon                     | 16′     |
| 62.                  | Gemshorn                   | 16′     |
| 63.                  | Subbass                    | 16′     |
|                      | Liebl. Gedackt (= Nr. 46)0 | 16′     |
| 64.                  | Quintbass                  | 10 2⁄3′ |
| 65.                  | Octave                     | 08′     |
| 66.                  | Cello                      | 08′     |
| 67.                  | Bassfloete                 | 08′     |
| 68.                  | Posaune                    | 32′     |
| 69.                  | Posaune                    | 16′     |
| 70.                  | Trompete                   | 08′     |
| 71.                  | Clarine                    | 04′     |

- Koppeln: Normalkoppeln, Superoctavkoppeln I und P (Haupt- und Pedalwerk sind dafür erweitert ausgebaut)
- Spielhilfen: 3 freie, 4 feste und 4 (feste) Pedalkombinationen, Crescendowalze, Generalschweller, Schweller III. Manual, Schweller Fernwerk